# تشارلز أوليفر فيربانك
تشارلز أوليفر فيربانك هو مدرس كندي، ولد في 21 يوليو 1858 في نياجارا فولز في كندا، وتوفي في 24 فبراير 1925 في سانتا باربارا في الولايات المتحدة.